# Фелікс Трінідад
Фелікс Трінідад (исп. Felix Trinidad; 10 січня 1973 року, Купі-Альто, Пуерто-Рико) — пуерто-ріканський боксер-професіонал, який виступав в напівсередній, 1-й середній і середній вагових категоріях. Виграв  20 боксерів за титул чемпіона світу.

## Професійний рекорд
Шаблон:BoxingRecordSummary
| No. | Результат | Рекорд | Суперник        | Тип | Раунд, Час    | Дата             | Місце                                                | Додатково                                                                                |
| --- | --------- | ------ | --------------- | --- | ------------- | ---------------- | ---------------------------------------------------- | ---------------------------------------------------------------------------------------- |
| 45  | Поразка   | 42–3   | Рой Джонс       | UD  | 12            | 19, 2008         | Madison Square Garden, New York City, New York, U.S. |                                                                                          |
| 44  | Поразка   | 42–2   | Рональд Райт    | UD  | 12            | 14 травня, 2005  | MGM Grand Garden Arena, Paradise, Nevada, U.S.       |                                                                                          |
| 43  | Перемога  | 42–1   | Рікардо Майорга | TKO | 8 (12), 2:39  | 2 жовтня, 2004   | Madison Square Garden, New York City, New York, U.S. | Won vacant NABC middleweight title                                                       |
| 42  | Перемога  | 41–1   | Hacine Cherifi  | TKO | 4 (10), 2:32  | 11 травня, 2002  | Roberto Clemente Coliseum, Сан Хуан, Пуерто Ріко     |                                                                                          |
| 41  | Поразка   | 40–1   | Бернард Хопкінс | TKO | 12 (12), 1:18 | 29 вересня, 2001 | Madison Square Garden, New York City, Нью-Йорк, США  | Втратив титул WBA в середній вазі; For WBC, IBF, and vacant The Ring middleweight titles |
| 40  | Перемога  | 40–0   | Вільям Джоппі   | TKO | 5 (12), 2:25  | 12 травня , 2001 | Madison Square Garden, New York City, Нью-Йорк, США  | Won WBA middleweight title                                                               |
| 39  | Перемога  | 39–0   | Фернандо Варгас | TKO | 12 (12), 1:33 | 2 грудня, 2000   | Mandalay Bay Events Center, Paradise, Невада, США    | Retained WBA super welterweight title; Won IBF super welterweight title                  |
| 38  | Перемога  | 38–0   | Мамаду Тіам     | TKO | 3 (12), 2:48  | 22 липня, 2000   | American Airlines Arena, Маямі, Флорида, США         | Захистив титул WBA в першій середній вазі                                                |
| 37  | Перемога  | 37–0   | Девід Рід       | UD  | 12            | 3 березня, 2000  | Caesars Palace, Paradise, Nevada, U.S.               | Виграв титул WBA в першій середній вазі                                                  |